# 俄羅斯方塊99
《俄羅斯方塊99》是由Arika開發，任天堂於2019年2月14日發行在任天堂Switch上的線上多人俄羅斯方塊遊戲。本作融合了大逃殺類型的元素，在包含自己共99名玩家之內同時競爭，並以擊敗他人存活下去作為遊戲的目標。本作在2019年5月10日宣布支援繁體中文及簡體中文。

## 開發
《俄羅斯方塊99》最初在2019年2月13日的任天堂直面會上首度公開，並在當天供訂閱任天堂Switch線上服務的玩家免費於任天堂eShop下載。
本作整個開發過程不到1年。開發企劃最早源自於2018年4月，在開發會議上，製作人木梨玲因為「時下流行的大逃殺遊戲」和「開發新的俄羅斯方塊遊戲」這兩個話題，讓他決定著手這項企劃。到了7月左右，開發團隊開始定期進行遊戲的測試，並在10月完成本作的測試版。製作人也表示，在上市前每個禮拜至少利用3小時的時間，讓99名成員共同測試遊戲的內容。

## 追加內容
任天堂在2019年5月10日宣布開放第一彈的收費新增內容，售價為69元港幣。日後還預定推出第二彈收費內容。

### COM對戰
此模式可讓玩家在離線的狀態時遊玩，更有協助功能讓玩家練習對戰技巧，COM的難度分5級並可自由調整。

### 馬拉松模式
這是方塊系列的經典模式，玩家可挑戰自己的最高分。方塊下降的速度等可以調整。可以不被其他玩家打擾的情況下專注訓練。

### TETRIS 99 VIP
在《俄羅斯方塊99》中獲得第一名之後即可參加的上級模式。規則與《俄羅斯方塊99》相同。此模式的參加者為曾在《俄羅斯方塊99》中拔得頭籌的優勝者。

## 評價
根據匯總媒體Metacritic的顯示，《俄羅斯方塊99》在發布後得到了「普遍的好評」。在財務報告說明會上，任天堂社長古川俊太郎表示，截至2019年4月，本作已超過了280萬名的玩家遊玩過。古川社長還指出，該遊戲提升了任天堂Switch上玩家間的互動。